# 姜振中
姜振中（1962年—），中華民國陸軍中將（退役）、政大碩士，論文為：《美軍全球駐地檢討對東北亞安全之影響》，指導教授：李明，現任泛亞工程董事長，曾任退輔會副主委、後備指揮部指揮官、陸軍金防部指揮官、參謀本部作戰及計畫參謀次長、陸軍澎防部指揮官、陸軍司令部戰訓處長、陸軍澎防部副指揮官、陸軍八軍團參謀長、陸軍機步298旅（現為333旅）長，畢業於陸軍官校正53期（73年班)
，陸官時綽號：大砲。姜振中聞名於被譽為是近年僅次於李翔宙上將後任內表現最亮眼的陸軍澎防部指揮官，另一項是姜振中在立法院表示，國軍愛國者3型飛彈可以有效攔截中國人民解放軍的東風16型彈道飛彈。

## 荣誉

### 中华民国勋章奖章
- 四等宝鼎勋章（2019年7月3日于陆军金门防卫指挥部擎天厅颁授[5]）